# Heliconius ocanna
Heliconius ocanna är en fjärilsart som beskrevs av Heinrich Buchecker 1880. Heliconius ocanna ingår i släktet Heliconius och familjen praktfjärilar. Inga underarter finns listade i Catalogue of Life.